# Ла-Муй
Ла-Муй (фр. La Mouille) — колишній муніципалітет у Франції, у регіоні Бургундія-Франш-Конте, департамент Жура. Населення — 326 осіб (2011), 343 особи (2013).
Муніципалітет був розташований на відстані близько 380 км на південний схід від Парижа, 85 км на південь від Безансона, 38 км на південний схід від Лонс-ле-Соньє.

## Історія
У 1956-2015 роках муніципалітет перебував у складі регіону Франш-Конте. Від 1 січня 2016 року належав до нового об'єднаного регіону Бургундія-Франш-Конте.
1 січня 2016 року Ла-Муй, Леза i Море було об'єднано в новий муніципалітет О-де-Б'єнн.

## Демографія
Динаміка населення (Insee ):
Розподіл населення за віком та статтю (2006):
| Стать | Всього | До 15 років | 15-24 | 25-44 | 45-64 | 65-85 | Понад 85 |
| --- | ------ | ----------- | ----- | ----- | ----- | ----- | -------- |
| Чоловіки | 136    | 24          | 12    | 48    | 36    | 16    | 0        |
| Жінки | 136    | 24          | 12    | 40    | 32    | 24    | 4        |
| \| Статево-вікова піраміда \| Статево-вікова піраміда \| Статево-вікова піраміда \| \| ----------------------- \| ----------------------- \| ----------------------- \| \| Чоловіки \| Вік \| Жінки \| \| 0 \| 85 + \| 4 \| \| 0 \| 80-84 \| 8 \| \| 8 \| 75-79 \| 0 \| \| 4 \| 70-74 \| 4 \| \| 4 \| 65-69 \| 12 \| \| 0 \| 60-64 \| 0 \| \| 8 \| 55-59 \| 0 \| \| 4 \| 50-54 \| 20 \| \| 24 \| 45-49 \| 12 \| \| 16 \| 40-44 \| 4 \| \| 16 \| 35-39 \| 24 \| \| 4 \| 30-34 \| 4 \| \| 12 \| 25-29 \| 8 \| \| 4 \| 20-24 \| 8 \| \| 8 \| 15-20 \| 4 \| \| 16 \| 10-14 \| 8 \| \| 8 \| 5-9 \| 12 \| \| 0 \| 0-4 \| 4 \| |        |             |       |       |       |       |          |
| Статево-вікова піраміда |        |             |       |       |       |       |          |
| Чоловіки | Вік    | Жінки       |       |       |       |       |          |
| 0 | 85 +   | 4           |       |       |       |       |          |
| 0 | 80-84  | 8           |       |       |       |       |          |
| 8 | 75-79  | 0           |       |       |       |       |          |
| 4 | 70-74  | 4           |       |       |       |       |          |
| 4 | 65-69  | 12          |       |       |       |       |          |
| 0 | 60-64  | 0           |       |       |       |       |          |
| 8 | 55-59  | 0           |       |       |       |       |          |
| 4 | 50-54  | 20          |       |       |       |       |          |
| 24 | 45-49  | 12          |       |       |       |       |          |
| 16 | 40-44  | 4           |       |       |       |       |          |
| 16 | 35-39  | 24          |       |       |       |       |          |
| 4 | 30-34  | 4           |       |       |       |       |          |
| 12 | 25-29  | 8           |       |       |       |       |          |
| 4 | 20-24  | 8           |       |       |       |       |          |
| 8 | 15-20  | 4           |       |       |       |       |          |
| 16 | 10-14  | 8           |       |       |       |       |          |
| 8 | 5-9    | 12          |       |       |       |       |          |
| 0 | 0-4    | 4           |       |       |       |       |          |

## Економіка
2010 року серед 210 осіб працездатного віку (15—64 років) 175 були активними, 35 — неактивними (показник активності 83,3%, у 1999 році було 82,4%). З 175 активних мешканців працювала 161 особа (87 чоловіків та 74 жінки), безробітними було 14 (10 чоловіків та 4 жінки). Серед 35 неактивних 12 осіб було учнями чи студентами, 14 — пенсіонерами, 9 були неактивними з інших причин.

У 2010 році в муніципалітеті числилось 127 оподаткованих домогосподарств, у яких проживали 340,0 особи, медіана доходів виносила 24 301 євро на одного особоспоживача